# 杉浦勇
杉浦 勇（すぎうら ゆう、生没年未詳）は、幕末から明治時代の京都出身の女性。京都祇園のお茶屋「一力（いちりき）」9代目主人・杉浦治郎右衛門為充（すぎうらじろうえもんためみつ）の娘。芸妓とも。大久保利通の愛妾。通称はおゆう。

## 略伝
幕末期、利通は京都での活動のため、ゆうを身辺の世話役に置いた。1866年から1868年の間、京都御所の東（上京区石薬師通寺町）に仮住まいし、そこで維新志士たちの密謀も行われ、利通らが用意した「錦の御旗」はゆうが自分の帯だとして西陣に注文して織らせたものである。
ゆうはのちに東京に移り、利通との間に4男・利夫、6男・駿熊、7男・七熊、8男・利賢の男子4人を産んだ。大久保夫妻の死後、大久保の正妻・満寿の子供達はゆうの子供達も一緒に守り、利通の子供一同とゆうが一緒に並ぶ写真も残る。長男の利和は「おゆう様はお国のために役立った方」と子孫に語り残している。